# جوني ريان
جوني ريان (بالإنجليزية: Johnny Ryan)‏ هو لاعب كرة قاعدة أمريكي، ولد في 1853 في فيلادلفيا في الولايات المتحدة، وتوفي بنفس المكان في 22 مارس 1902.

## وصلات خارجية
- جوني ريان على موقعبيزبول رفرنس.كوم (الدوري الرئيسي) (الإنجليزية)
- جوني ريان على موقعبيزبول رفرنس.كوم (الدوري الثانوي) (الإنجليزية)